# Dương Minh Châu (huyện)
Dương Minh Châu là một huyện thuộc tỉnh Tây Ninh, Việt Nam.

## Địa lý
Huyện Dương Minh Châu nằm ở phía đông của tỉnh Tây Ninh, có vị trí địa lý:
- Phía đông giáp huyện Dầu Tiếng, tỉnh Bình Dương
- Phía tây giáp thành phố Tây Ninh và thị xã Hòa Thành
- Phía nam giáp thị xã Trảng Bàng và huyện Gò Dầu
- Phía bắc giáp huyện Tân Châu.

Huyện Dương Minh Châu có diện tích 435,60 km², dân số năm 2019 là 119.158 người, mật độ dân số đạt 274 người/km².
Một phần hồ Dầu Tiếng nằm trên địa bàn huyện, cung cấp nước cho sinh hoạt và sản xuất nông nghiệp trên toàn huyện.

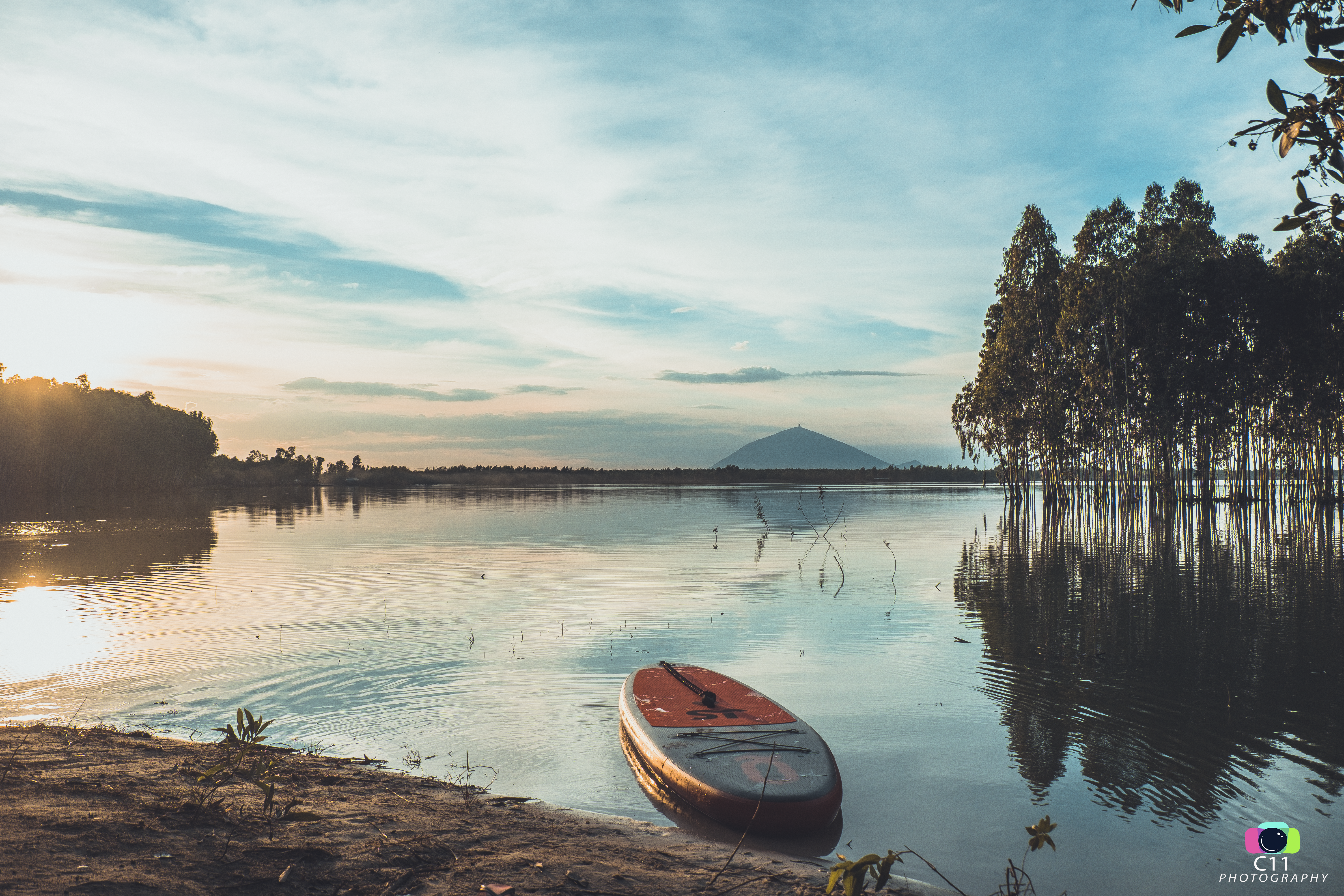
Một góc hồ Dầu Tiếng

## Lịch sử
Huyện được đặt tên theo nhà cách mạng Dương Minh Châu là Chủ tịch Ủy ban Hành chính Kháng chiến đầu tiên của tỉnh Tây Ninh.
Giữa tháng 5 năm 1951, do yêu cầu của cuộc kháng chiến thì huyện căn cứ Dương Minh Châu được thành lập và mang tên đồng chí Dương Minh Châu. Tuy nhiên, Về mặt hành chính của huyện căn cứ bao gồm 5 xã lúc ban đầu: Ninh Thạnh, Thạnh Bình, Chơn Bà Đen, Phước Ninh và Định Thành với dân số là khoảng 10.000 người. Tỉnh uỷ Gia Định Ninh chỉ đạo về việc thành lập các xã như sau:
- Thành lập xã mới Thạnh Bình trên cơ sở sáp nhập một phần của 2 xã: Ninh Thạnh và Thái Bình;
- Các xóm quanh núi Bà và các xóm dân cư trong khu căn cứ hình thành xã Chơn Bà Đen;
- 2 xã: Lộc Ninh và Phước Hội nhập lại thành xã Phước Ninh;
- Thành lập xã Định Thành trên cở sở chia tách ấp Bến Buôn của xã Phước Ninh một số xóm dân cư ở ven sông sài Gòn.

Sau ngày 30 tháng 4 năm 1975, huyện Dương Minh Châu của tỉnh Tây Ninh có 10 xã trực thuộc, bao gồm các xã: Bàu Năng, Bến Củi, Cầu Khởi, Chà Là, Lộc Ninh, Phan, Phước Minh, Phước Ninh, Suối Đá và Truông Mít.
Ngày 13 tháng 5 năm 1989, tách 8.280 ha diện tích tự nhiên và 8.824 nhân khẩu của 2 vùng kinh tế mới: Tân Thành (6.580 ha diện tích tự nhiên với 4.247 nhân khẩu), Suối Dây (1.700 ha diện tích tự nhiên và 4.577 nhân khẩu) và 8 xã: Tân Phú, Thạch Đông, Thạch Nghĩa, Tân Thạnh, Tân Hội, Tân Đông, Tân Hưng, Tân Hiệp của huyện Tân Biên để thành lập huyện Tân Châu.
Như vậy, huyện Dương Minh Châu có 64.720 ha diện tích tự nhiên và 63.340 nhân khẩu với 10 đơn vị hành chính, bao gồm 10 xã: Suối Đá, Bàu Năng, Cầu Khởi, Lộc Ninh, Phước Ninh, Xã Phan, Chà Là, Truông Mít, Bến Củi và Phước Minh.
Ngày 13 tháng 1 năm 1999, thành lập thị trấn Dương Minh Châu (thị trấn huyện lỵ) trên cơ sở điều chỉnh 465 ha diện tích tự nhiên và 7.985 nhân khẩu của xã Suối Đá.
Ngày 12 tháng 1 năm 2004, Chính phủ ban hành Nghị định 21/2004/NĐ-CP. Theo đó:
- Chuyển 7.433 ha diện tích tự nhiên và 1.104 nhân khẩu (các ấp Tà Dơ, Đồng Kèn) của xã Suối Đá về xã Tân Thành thuộc huyện Tân Châu quản lý.
- Chuyển 7.930 ha diện tích tự nhiên và 1.775 nhân khẩu (ấp Suối Bà Chiêm) của xã Suối Đá về xã Tân Hòa thuộc huyện Tân Châu quản lý.

Sau khi điều chỉnh địa giới hành chính, huyện Dương Minh Châu còn lại 43.451 ha diện tích tự nhiên và 100.047 nhân khẩu với 10 đơn vị hành chính, gồm 1 thị trấn và 10 xã.

## Hành chính
Huyện Dương Minh Châu có 11 đơn vị hành chính cấp xã trực thuộc, bao gồm thị trấn Dương Minh Châu và 10 xã: Bàu Năng, Bến Củi, Cầu Khởi, Chà Là, Lộc Ninh, Phan, Phước Minh, Phước Ninh, Suối Đá, Truông Mít.
| 1                                                            | Thị trấn Dương Minh Châu | 4,97   | 6.316  | 1.271 | 25552 | 4 khu phố: 1, 2, 3 và 4                                                                                    | Khu phố 4      |
| 2                                                            | Bàu Năng                 | 18,02  | 19.740 | 1.096 | 25567 | 6 ấp: Ninh An, Ninh Bình, Ninh Hiệp, Ninh Hòa, Ninh Phú và Ninh Thuận                                      | Ấp Ninh Thuận  |
| 3                                                            | Bến Củi                  | 34,17  | 5.150  | 151   | 25576 | 4 ấp: 1, 2, 3 và 4                                                                                         | Ấp 2           |
| 4                                                            | Cầu Khởi                 | 33,01  | 9.278  | 281   | 25573 | 4 ấp: Khởi An, Khởi Hà, Khởi Nghĩa và Khởi Trung                                                           | Ấp Khởi Hà     |
| 5                                                            | Chà Là                   | 32,35  | 11.109 | 343   | 25570 | 4 ấp: Bình Linh, Láng, Ninh Hưng 1 và Ninh Hưng 2                                                          | Ấp Ninh Hưng 1 |
| 6                                                            | Lộc Ninh                 | 23,66  | 7.925  | 335   | 25579 | 4 ấp: Lộc Hiệp, Lộc Tân, Lộc Thuận và Lộc Trung                                                            | Ấp Lộc Tân     |
| 7                                                            | Phan                     | 24,80  | 7.252  | 292   | 25558 | 5 ấp: Phước Long 1, Phước Long 2, Phước Tân 1, Phước Tân 2 và Phước Tân 3                                  | Ấp Phước Tân 1 |
| 8                                                            | Phước Minh               | 54,62  | 11.143 | 204   | 25564 | 7 ấp: B2, B4, Phước Bình, Phước Lộc, Phước Lộc A, Phước Lộc B và Phước Nghĩa                               | Phước Lộc      |
| 9                                                            | Phước Ninh               | 44,61  | 9.265  | 208   | 25561 | 6 ấp: Bàu Dài, Phước An, Phước Hiệp, Phước Hội, Phước Lễ và Phước Tân                                      | Ấp Bàu Dài     |
| 10                                                           | Suối Đá                  | 126,80 | 15.257 | 120   | 25555 | 8 ấp: Phước Bình 1, Phước Bình 2, Phước Hòa, Phước Hội, Phước Lợi 1, Phước Lợi 2, Tân Định 1 và Tân Định 2 | Ấp Tân Định 2  |
| 11                                                           | Truông Mít               | 38,60  | 16.723 | 433   | 25582 | 5 ấp: Thuận An, Thuận Bình, Thuận Hòa, Thuận Phước và Thuận Tân                                            | Ấp Thuận An    |
| Nguồn: Dân số cấp xã đến 01 tháng 4 năm 2019 - tỉnh Tây Ninh |                          |        |        |       |       | |                |

## Kinh tế - xã hội
Hệ thống đường giao thông của huyện tương đối hoàn chỉnh, đảm bảo được yêu cầu giao thông trong huyện. Phía Bắc huyện có đường tỉnh 781 trải nhựa, từ thành phố Tây Ninh đến đập chính Hồ nước Dầu Tiếng dài 30 km. Dọc theo phía Tây huyện có đường tỉnh 784 từ Bàu Năng qua ngã ba Đất Sét xuống Bàu Đồn (Gò Dầu) dài 20,7 km. Phía Đông huyện có đường tỉnh 789 dài 18 km từ Bến Sắn đến Củ Chi (TP HCM). Ngoài ra, còn có các đường trải sỏi đỏ, đường đất nối huyện lỵ với tất cả các xã. Hệ thống đường giao thông được nâng cấp thuận tiên cho việc chuyên chở hàng hoá và đi lại thường ngày.
Về tín ngưỡng tôn giáo, cư dân trong huyện chủ yếu theo đạo Cao Đài và đạo Phật.
Dương Minh Châu là một vùng căn cứ cách mạng. Trước đó, là căn cứ Trà Vong, sau này, được lấy tên đồng chí Dương Minh Châu đặt tên cho căn cứ. Chiến khu Dương Minh Châu còn là nơi các đơn vị võ trang, lập kế hoạch lập trận làm bàn đạp tấn công quân xâm lược ở các chiến trường xung quanh.
Trước Cách mạng tháng Tám, phần lớn, đất huyện Dương Minh Châu là rừng và đồn điền cao su. Thêm vào đó, là công trình thủy lợi Lòng hồ Dầu Tiếng được khởi công từ cuối năm 1979. Diện tích mặt hồ khoảng 27000 ha, có sức chứa 1,45 tỉ m3 nước. Đây là  nguồn nước cung cấp cho việc sản xuất nông nghiệp và dân sinh của toàn tỉnh. Bên cạnh đó, đất đai huyện gồm hai loại đật chính là đất xám và đất phù sa, với hệ thống thủy lợi Hồ Dầu Tiếng, huyện rất có tiềm năng cho việc phát triển nông nghiệp thủy sản và kinh tế du lịch. Chính vì thế mà ngày nay, những địa danh như: Nông trường cao su Dầu Tiếng, Nông trường cao su Bến Củi, Cầu Khởi, Hồ Dầu Tiếng, cầu Kênh Tây, cầu Tân Hưng,… là niềm tự hào một thời của người dân Dương Minh Châu.  
Hệ thống thủy lợi tưới, tiêu ngày càng hoàn chỉnh và phát huy hiệu quả. Hệ thống lưới điện quốc gia đã toả về khắp 10 xã trong huyện. Các công trình phục vụ dân sinh như bệnh viện, trạm xá, trường học, chợ huyện, bãi hát... đã được xây dựng.

### Giáo dục

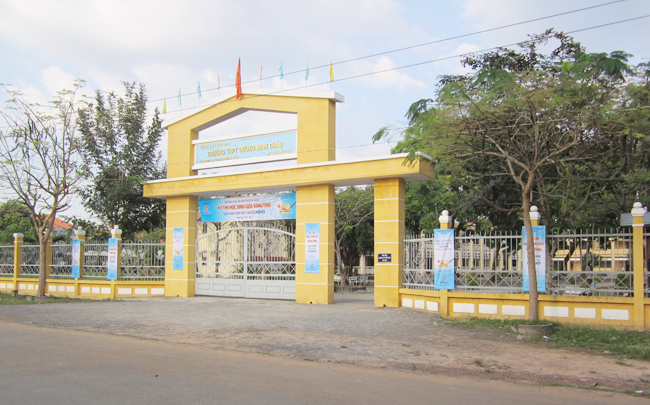
Trường THPT Dương Minh Châu

Hiện nay Huyện bao gồm 21 trường tiểu học, 11 trường Trung học cơ sở, 2 trường Trung học phổ thông và cơ sở trung tâm giáo dục thường xuyên.
- THPT Dương Minh Châu, thị trấn Dương Minh Châu.
- THPT Nguyễn Thái Bình, xã Truông Mít.
- THPT Nguyễn Đình Chiểu (cũ), xã Suối Đá (Ngày 12 tháng 8 năm 2019, Chủ tịch UBND tỉnh ký quyết định sáp nhập vào trường THPT Dương Minh Châu và trở thành cơ sở 2 của trường THPT Dương Minh Châu).

## Du lịch

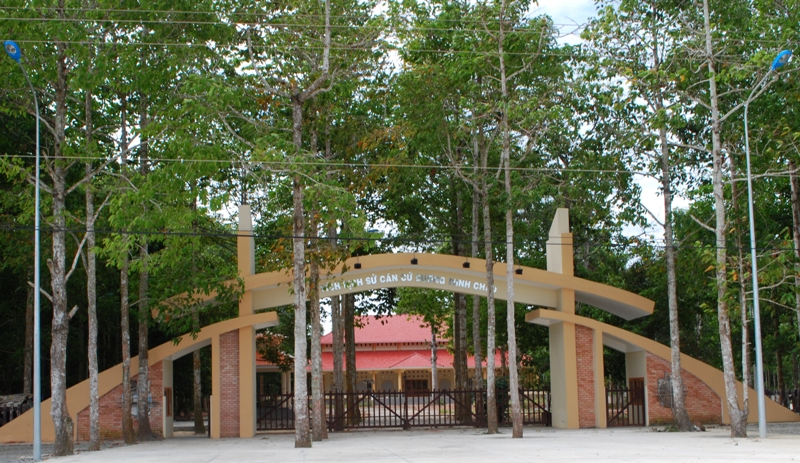
Căn cứ Dương Minh Châu

Trên địa bàn huyện có 2 địa điểm du lịch là chiến khu Dương Minh Châu và Hồ Dầu Tiếng.
Hồ Dầu Tiếng được xây dựng vào những năm 80 là hồ nước ngọt thủy lơi nhân tạo có diện tích lớn nhất Việt Nam, phần lớn thuộc địa giới hành chính Dương Minh Châu, phần còn lại thuộc địa giới huyện Tân Châu và hai tỉnh Bình Dương, Bình Phước.

## Phong tặng
Năm 1994, Nhân dân và lực lượng vũ trang huyện Dương Minh Châu vinh dự được Đảng và Nhà nước phong tặng danh hiệu Anh hùng Lực lượng vũ trang nhân dân.
Năm 2014, Đảng bộ, chính quyền và nhân dân huyện Dương Minh Châu vinh dự được đón nhận Huân chương lao động hạng Ba do Đảng và Nhà nước trao tặng.
Năm 2019, Đảng bộ, chính quyền và nhân dân huyện Dương Minh Châu vinh dự được đón nhận Huân chương lao động hạng Nhì do Đảng và Nhà nước trao tặng.